# Sarah Sjöström
Sarah Sjöström (Salem község, 1993. augusztus 17. –) kétszeres olimpiai, hétszeres világ- és tízszeres Európa-bajnok svéd úszónő. Egy időben tartotta az 50 méteres gyorsúszás, a 100 méteres gyorsúszás, a 200 méteres gyorsúszás (rövid pálya), az 50 méteres pillangóúszás és a 100 méteres pillangó úszás (nagy - és rövid pályás medencében egyaránt) világrekordját is. Az első svéd női úszó, aki olimpiai bajnoki címet szerzett. 2017-ben a világ legjobb női úszójának választotta a Nemzetközi Úszószövetség.

## Sportpályafutása
Első nemzetközileg is figyelemre méltó eredménye volt amikor 2008. március 22-én, 14 éves korában a női 100 méteres pillangóúszás döntőjében aranyérmet nyert az Európa-bajnokságon. Az elődöntőben az azt megelőző napon 58,38 másodperccel új országos rekordot állított fel, Anna-Karin Kammerling régi csúcsát (58,71 másodperc) megdöntve.
2009. július 26-án, a világbajnokságon az elődöntős futamban 56,44-es idejével új világrekordot ért el, Inge de Bruijn kilencéves csúcsát megjavítva. A következő versenynapon a női 100 m-es pillangó döntőjében aranyérmet szerzett és 56,06-ra javította a világrekordot.
A 2010-es debreceni Európa-bajnokságon megvédte két évvel korábban szerzett címét a 100 m-es pillangó döntőjében.
A 2013-as rövid pályás úszó-Európa-bajnokságon a dániai Herningben Sjöström négy egyéni és két csapatérmet nyert. 2014. július 5-én 50 méteres medencében megdöntötte a világrekordot 50 méteres pillangóúszásban. Mindössze hat ezredmásodperccel javította meg a régi rekordot, ezt a teljesítményt az európai sportsajtó Bob Beamon 1968-as, a mexikói olimpián mutatott teljesítményéhez hasonlította.
A 2015-ös világbajnokságon öt érmet nyert, köztük aranyérmet az 50 és 100 méteres pillangóúszásban, az utóbbi versenyszámban kétszer is megjavítva a világrekordot. Ebben az évben megkapta a Victoria-ösztöndíjat.
2016. január 25-én Sjöström második alkalommal nyerte el a Radiosportens Jerringpris díjat, amelyet hazájában minden évben a Sveriges Rádió ad át az év svéd sportolójának a hallgatók szavazatai alapján.
2016. augusztus 7-én Sjöström megnyerte az aranyérmet a 100 méteres pillangóúszásban a riói olimpián, új világrekordot felállítva. Sjöström 100 és 200 méteres gyorson ezenkívül nyert egy ezüst és bronz érmet, ezzel pedig történelem második nőjeként és az ötödik úszójaként -  Mark Spitz (1972), Kornelia Ender (1975, 1976), Matt Biondi (1986, 1988) és Michael Klim (1998) után - szerzett ebben a három versenyszámban érmet ugyanazon olimpián vagy világbajnokságon.
A 2017-es budapesti világbajnokságon három aranyérmet 50 gyorson, valamint 50 és 100 méter pillangón, és 100 és 200 méter gyorson is új világcsúcsot ért el. Abban az évben megnyerte a rövidpályás Világkupa-sorozatot, a szezon végén pedig az év legjobb női úszójának választotta a Nemzetközi Úszószövetség.
2021 februárjában egy balesetben eltörte a könyökét.

### Világrekordjai (50 m)

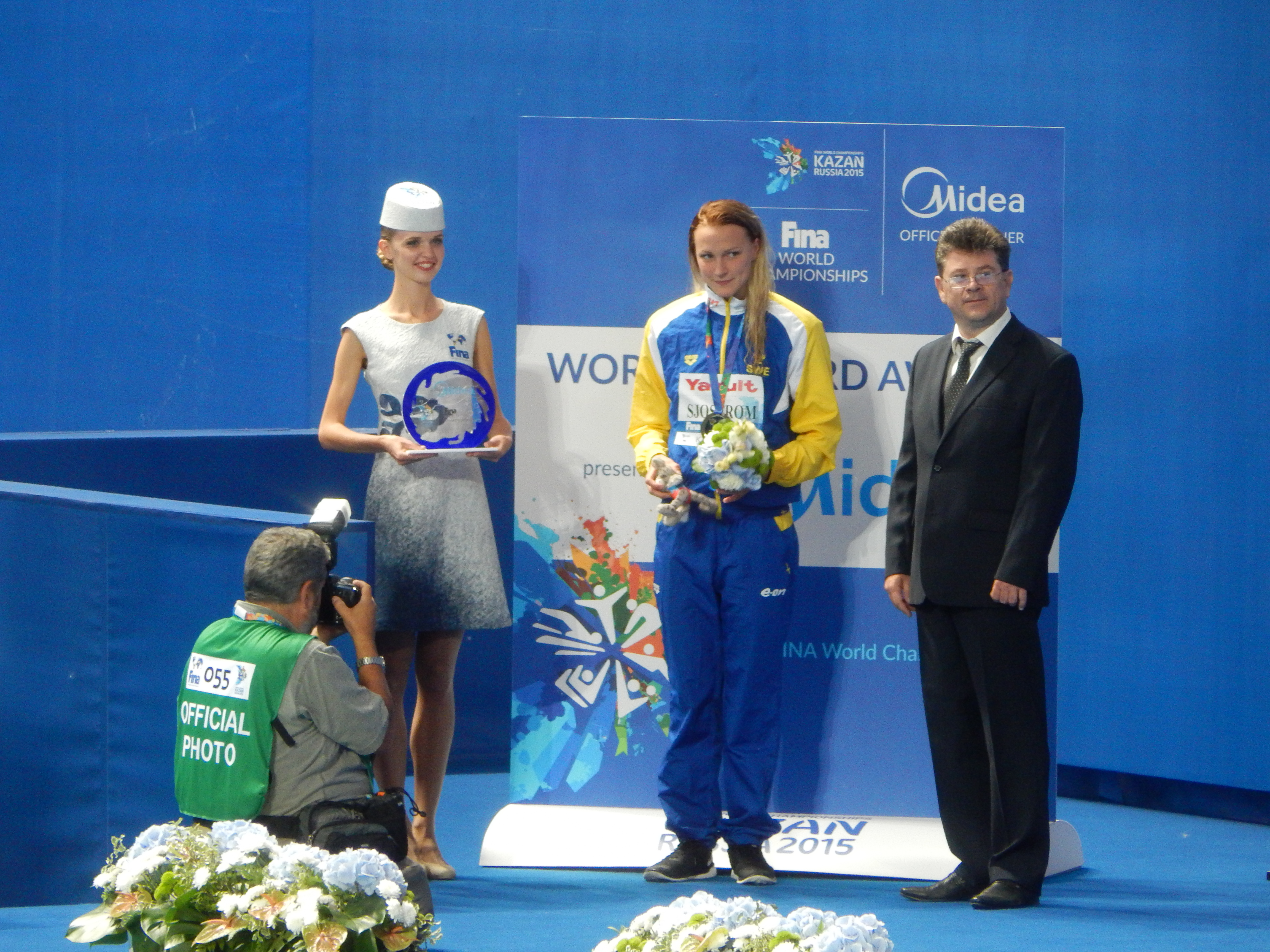
A 2015-ös világbajnokságon különdíjat kapott a felállított világrekordokért

| No. | Versenyszám        | Időeredmény | Dátum              | Világverseny   | Helyszín                 | Kor |
| --- | ------------------ | ----------- | ------------------ | -------------- | ------------------------ | --- |
| 1   | 100 m pillangó     | 56.44       | 2009. július 26.   | Világbajnokság | Róma, Olaszország        | 15  |
| 2   | 100 m pillangó (2) | 56.06       | 2009. július 27.   | Világbajnokság | Róma, Olaszország        | 15  |
| 3   | 50 m pillangó      | 24.43       | 2014. július 5.    | Svéd bajnokság | Borås, Svédország        | 20  |
| 4   | 100 m pillangó (3) | 55.74       | 2015. augusztus 2. | Világbajnokság | Kazany, Oroszország      | 21  |
| 5   | 100 m pillangó (4) | 55.64       | 2015. augusztus 3. | Világbajnokság | Kazany, Oroszország      | 21  |
| 6   | 100 m pillangó (5) | 55.48       | 2016. augusztus 7. | Olimpia        | Rio de Janeiro, Brazília | 22  |
| 7   | 100 m gyorsúszás   | 51.71       | 2017. július 23.   | Világbajnokság | Budapest, Magyarország   | 23  |
| 8   | 50 m gyorsúszás    | 23.67       | 2017. július 29.   | Világbajnokság | Budapest, Magyarország   | 23  |

### Világrekordjai (25 m)
| No. | Versenyszám     | Időeredmény | Dátum               | Világverseny   | Helyszín             | Kor |
| --- | --------------- | ----------- | ------------------- | -------------- | -------------------- | --- |
| 1   | 100 m pillangó  | 54.61       | 2014. december 6.   | Világbajnokság | Doha, Katar          | 21  |
| 2   | 200 m gyors     | 1:50.78     | 2014. december 7.   | Világbajnokság | Doha, Katar          | 21  |
| 3   | 50 m gyors      | 23.10       | 2017. augusztus 2.  | Világkupa      | Moszkva, Oroszország | 23  |
| 4   | 100 m gyors     | 50.77       | 2017. augusztus 3.  | Világkupa      | Moszkva, Oroszország | 23  |
| 5   | 100 m gyors (2) | 50.58       | 2017. augusztus 11. | Világkupa      | Eindhoven, Hollandia | 23  |
| 6   | 200 m gyors (2) | 1:50.43     | 2017. augusztus 12. | Világkupa      | Eindhoven, Hollandia | 23  |

## Eredményei a különböző világversenyeken (50 m)
| Világverseny    | 50 gyors | 100 gyors | 200 gyors | 100 hát | 50 pillangó | 100 pillangó | 4×100 gyors | 4×200 gyors | 4×100 váltó |
| --------------- | -------- | --------- | --------- | ------- | ----------- | ------------ | ----------- | ----------- | ----------- |
| 2008-as Eb      |          |           |           | 23.     |             | Arany        | Bronz       |             | 4.          |
| 2008-as olimpia |          |           |           | 29.     |             | 27.          |             |             | 8.          |
| 2009-es vb      |          |           | 19.       |         | 6.          | Arany        | 5.          | 13.         | 11.         |
| 2010-es Eb      |          | 4.        |           |         | 4.          | Arany        | Bronz       | 6.          | Ezüst       |
| 2011-es vb      |          |           | 4.        |         | 4.          | 4.           |             | 12.         | 10.         |
| 2012-es Eb      |          | Arany     |           |         | Arany       |              | Ezüst       |             |             |
| 2012-es olimpia | 14.      | 9th       | 12.       |         |             | 4.           | 8.          |             | 10.         |
| 2013-as vb      | 4.       | Ezüst     | 4.        |         |             | Arany        | 4.          |             | 9.          |
| 2014-es Eb      | Ezüst    | Arany     |           |         | Arany       | Ezüst        | Arany       | Ezüst       | Ezüst       |
| 2015-ös vb      | Bronz    | Ezüst     |           |         | Arany       | Arany        | 4.          | 4.          | Ezüst       |
| 2016-os Eb      |          | Arany     |           |         | Arany       | Arany        | Bronz       | 6.          |             |
| 2016-os olimpia | 13.      | Bronz     | Ezüst     |         |             | Arany        | 5.          | 5.          | 9.          |
| 2017-es vb      | Arany    | Ezüst     |           |         | Arany       | Arany        | 5.          |             | 5.          |
| 2019-es vb      |          |           |           |         |             | Ezüst        |             |             |             |

### Világeseményeken úszott döntői (50 m)
Csak az egyéni számokban úszottak
| Olimpia              | Olimpia             | Olimpia            | Olimpia    | Olimpia  |
| Év                   | Dátum               | Versenyszám        | Idő        | Helyezés |
| -------------------- | ------------------- | ------------------ | ---------- | -------- |
| 2012, London         | 2012. július 29.    | 100 méter pillangó | 57,17      | 4.       |
| 2016, Rio de Janeiro | 2016. augusztus 7.  | 100 méter pillangó | 55,48 WR   | 1.       |
| 2016, Rio de Janeiro | 2016. augusztus 9.  | 200 méter gyors    | 1:54,08 OR | 2.       |
| 2016, Rio de Janeiro | 2016. augusztus 19. | 100 méter gyors    | 52,99      | 3.       |

| Világbajnokság  | Világbajnokság     | Világbajnokság  | Világbajnokság | Világbajnokság |
| Év              | Dátum              | Versenyszám     | Idő            | Helyezés       |
| --------------- | ------------------ | --------------- | -------------- | -------------- |
| 2009, Róma      | 2009. július 27.   | 100 m pillangó  | 56,06 WR       | 1.             |
| 2009, Róma      | 2009. augusztus 1. | 50 m pillangó   | 26,66          | 6.             |
| 2011, Sanghaj   | 2011. július 25.   | 100 m pillangó  | 57,38          | 4.             |
| 2011, Sanghaj   | 2011. július 27.   | 200 m gyors     | 1:56,41        | 4.             |
| 2011, Sanghaj   | 2011. július 30.   | 50 m pillangó   | 25,87          | 4.             |
| 2013, Barcelona | 2013. július 29.   | 100 m pillangó  | 56.53          | 1.             |
| 2013, Barcelona | 2013. július 31.   | 200 m gyors     | 1:56,63        | 4.             |
| 2013, Barcelona | 2013. augusztus 2. | 100 m gyors     | 52,89          | 2.             |
| 2013, Barcelona | 2013. augusztus 4. | 50 m gyors      | 24,45          | 4.             |
| 2015, Kazán     | 2015. augusztus 3. | 100 m butterfly | 55,64 WR       | 1.             |
| 2015, Kazán     | 2015. augusztus 7. | 100 m gyors     | 52,70          | 2.             |
| 2015, Kazán     | 2015. augusztus 8. | 50 m butterfly  | 24,96 CR       | 1.             |
| 2015, Kazán     | 2015. augusztus 9. | 50 m gyors      | 24,31          | 3.             |
| 2017, Budapest  | 2017. július 24.   | 100 m pillangó  | 55,53 CR       | 1.             |
| 2017, Budapest  | 2017. július 28.   | 100 m gyors     | 52,31          | 2.             |
| 2017, Budapest  | 2017. július 29.   | 50 m pillangó   | 24,60 CR       | 1.             |
| 2017, Budapest  | 2017. július 30.   | 50 m gyors      | 23,69          | 1.             |

| Európa-bajnokság | Európa-bajnokság    | Európa-bajnokság | Európa-bajnokság | Európa-bajnokság |
| Év               | Dátum               | Versenyszám      | Idő              | Helyezés         |
| ---------------- | ------------------- | ---------------- | ---------------- | ---------------- |
| 2008, Eindhoven  | 2008. március 22.   | 100 m pillangó   | 58,44            | 1.               |
| 2010, Budapest   | 2010. augusztus 10. | 50 m pillangó    | 26,14            | 4.               |
| 2010, Budapest   | 2010. augusztus 11. | 100 m gyors      | 54,16            | 4.               |
| 2010, Budapest   | 2010. augusztus 13. | 100 m gyors      | 57,32            | 1.               |
| 2012, Debrecen   | 2012. május 22.     | 50 m pillangó    | 25.64            | 1.               |
| 2012, Debrecen   | 2012. május 23.     | 100 m gyors      | 53,61            | 1.               |
| 2014, Berlin     | 2014. augusztus 19. | 50 m pillangó    | 24,98            | 1.               |
| 2014, Berlin     | 2014. augusztus 20. | 100 m gyors      | 52,67            | 1.               |
| 2014, Berlin     | 2014. augusztus 22. | 100 m pillangó   | 56,52            | 2.               |
| 2014, Berlin     | 2014. augusztus 24. | 50 m gyors       | 24,37            | 2.               |
| 2016, London     | 2016. május 17.     | 50 m pillangó    | 24,99            | 1.               |
| 2016, London     | 2016. május 18.     | 100 m gyors      | 52,82            | 1.               |
| 2016, London     | 2016. május 19.     | 100 m pillangó   | 55,89            | 1.               |

## Díjai, elismerései
- Az év európai úszója (LEN) (2017)[21]